# Maladie inflammatoire chronique de l'intestin
Cet article possède un paronyme, voir Missi.
 Mise en garde médicale
Les maladies inflammatoires chroniques de l’intestin (MICI) regroupent les maladies liées à l'inflammation de l'intestin à caractère chronique.
Leur origine est inconnue, mais qui dans un certain nombre de cas au moins pourraient être liées à une prédisposition génétique (conséquence de l'évolution humaine et de l'aseptisation de l'environnement actuel) et aux faibles doses de nombreux résidus de produits toxiques contenus dans l'alimentation moderne. Des études de 2015 ont montré un accroissement du nombre de bactériophages du virobiote qui implique une baisse de la diversité microbienne.
La maladie peut se définir comme une inflammation chronique de l'intestin qui induit à la fois une modification du microbiote qui en retour entretient l'inflammation. La modification du microbiote (déficit dans certaines bactéries) est par ailleurs multifactorielle: génétique, alimentation, interaction avec le virobiote (phages), traitements antibiotiques.

## Formes
Parmi les maladies concernées, il faut distinguer ses deux principales formes que sont :
- la maladie de Crohn pouvant concerner tout le tube digestif
- la rectocolite hémorragique (ou colite ulcéreuse) limitée aux régions du rectum et parfois du côlon

Le syndrome de Sweet peut également être associé à une maladie inflammatoire chronique de l'intestin.

## Diagnostic
Bien que différentes maladies existent, différents symptômes sont similaires :
- douleurs abdominales
- diarrhée
- vomissement
- rectorragie ou hémorragie rectale (hématochézie)
- perte ou gain de poids

ainsi que des manifestations extradigestives dans 25 % des cas, comme l'arthrite par exemple.
L'âge moyen de découverte d'une MICI se situe entre 15 et 35 ans, en général à la suite de différents examens, tels que :
- IRM fonctionnelle
- endoscopie digestive, telle que coloscopie (ou colonoscopie), anuscopie ou rectoscopie par exemple
- biopsie
- défécographie
- manométrie anorectale
- endosonographie
- électromyographie
- échographie endoanale
- pet scan
- capsule vidéo endoscopique

## Étiologie
Un haplotype intergénique sur le chromosome 21 (chr21q22), qualifié d'« accélérateur », est lié à diverses maladie inflammatoires auto-immunes comme  la maladie inflammatoire chronique de l’intestin, la spondylarthrite ankylosante, la cholangite sclérosante primitive ou l’artérite de Takayasu. Une étude de 2024 identifie que le gène ETS2, un régulateur des macrophages inflammatoires humains, est surexprimé dans les macrophages impliqués dans l'inflammation de l’intestin. Des cibles médicamenteuses comme le  TNF et l’IL-23 sont surrégulées. Les inhibiteurs de la protéine MEK pourraient présenter un intérêt thérapeutique,.

## Traitement
Différent traitements sont prescrits, selon le niveau de gravité de la maladie. Dans les cas les plus graves les MICI peuvent exiger une immunosuppression afin de contrôler les symptômes, via des médicaments tels que l'azathioprine, le méthotrexate ou la mercaptopurine, voire une forme de mésalazine.
L'inflammation du tube digestif amène des complications nutritionnelles et en particulier des carences que le traitement cherchera à compenser. Chez 126 patients atteints de maladies inflammatoires de l'intestin les carences concernaient l'hémoglobine (40 %), la ferritine (39,2 %), la vitamine B6 (29 %), le bêta-carotène (23,4 %), la vitamine B12 (18,4 %), la vitamine D (17,6 %), l'albumine (17,6 %) et le zinc (15,2 %). Toutes ne sont pas liées aux apports alimentaires inadéquats (fréquents dans ces maladies amenant à des choix alimentaires particuliers) : vitamine E (63 %), vitamine D (36 %), vitamine A (26 %), calcium (23 %), acide folique (19 %), fer (13 %), et vitamine C (11 %).
Chez les enfants récemment diagnostiqués, une carence en zinc est aussi observée, tout particulièrement chez les enfants atteints de la maladie de Crohn.
Des compléments alimentaires et un bilan régulier des teneurs en vitamine B6 sont recommandées.
L'anémie, fréquente dans les MICI, doit être avérée avant la prise de compléments de fer.
L'Inserm a mis en évidence un déficit en élafine (en) dans la pathologie, et envisage une bactérie probiotique génétiquement modifiée. Une étude britannique révèle que la consommation de fructose peut aggraver l'inflammation intestinale des personnes malades.

## Pronostic
Les MICI peuvent limiter grandement la qualité de vie en raison des douleurs et autres conséquences pouvant nécessiter une hospitalisation. Toute personne atteinte d'une MICI ne peut en guérir, mais doit suivre un traitement à vie et fait l'objet d'un suivi médical pour surveiller et traiter l’évolution de la maladie : risque de fistule intestinale et risque accru de cancer colorectal.
Une équipe de l'Institute of Cancer Research britannique a élaboré un test tissulaire prédictif permettant d'identifier parmi les cellules précancéreuses de patients atteints de MICI, celles qui évolueront en cancer colorectal dans les cinq ans,.

## Facteurs protecteurs et de risques
L'allaitement est un facteur de protection.
Avoir eu des otites enfants et avoir été exposé aux antibiotiques et à la fumée de cigarette avant la naissance sont des facteurs de risques.